# Бакар ульд Саїд Ахмед
Бакар ульд Саїд (Суйєд) Ахмед (* бл. 1816 — 1905) — 5-й емір Таганту в 1836—1905 роках.

## Життєпис
Походив з берберського роду ідуайш. Онук еміра Мухаммада Шейна і син еміра Саїда Ахмеда. Народився близько 1816 року. Здобув коранічну та військову освіту. 1836 року після смерті брата Мухаммад III посів трон.
З самого початку намагався організувати опір зазіханням еміратів Трарзи і Бракни, де панували арабські династії. Тому він спирався на берберські клани.
1847 року надав допомогу Мухаммад-Сіді проти Мухаммада Раджела, еміра Бракни. У 1854—1855 роках спільно з еміратом Бракна воював проти Мухаммада аль-Хабіба, еміра Трарзи. 1856 року відмовився приєднуватися до антифранцузької коаліції Трарзи, Бракни і Адрару.
У 1871—1873 роках під час боротьби за трон між Ахмедом Салімом I і Алі Діомботом за трон Трарзи надавав військову допомогу першому. Проте все ж переміг Алі. Водночас 1872 році допоміг затвердитися на троні Адрару родичу Ахмеду ульд Мухаммаду.
1879 року повстали мехдуфи в Ході. 1881 року Бакар у битві біля Тусірату зазнав поразки від мегдуфів та клану ульд-мбарак. 1882 року зазнав ще однієї поразки біля Агемура. Але невдовзі між його ворогами виникли суперечки, чим скористався Бакар, завдавши тим поодинці поразок.
1886 року вступив у конфлікт з французькою Сенегальською колонією. В цій боротьбі намагався спиратися на союз з Імперією тукудерів.
1891 року сприяв змові проти Ахмеда ульд Мухаммада, еміра Адрара, внаслідок чого до влади прийшов його небід Ахмед ульд Сіді-Ахмед. Але останній виступив проти Бакара. У 1893 році останній завдав супротивникові тяжкої поразки, але не зміг підкорити Адрар. Проте 1894 року у запеклій битві біля Ксар аль-барка Бакар здобув цілковиту перемогу. У 1895—1897 роках, підтрмиуючи різних претендентів на трон Адрара, цілковито сплюндрував цей емірат. У 1899 році Бакар зазнав поразки й невдовзі замирився з Ахмедом ульд сіді-Ахмедом, залишивши Адрар.
1903 року надав допомогу Ахмеду II. еміру Бракни, коли той зіткнувся з французьким вторгненням. До 1904 року війська таганту вимушені були залишити Бракну. 1905 року у битві біля Бу-Гадум бакар зазнав поразки й загинув. Трон перейшов до його сина Усмана